# Australoechemus
Australoechemus es un género de arañas araneomorfas de la familia Gnaphosidae. Se encuentra en Cabo Verde. 

## Lista de especies
Según The World Spider Catalog 12.0:
- Australoechemus celer Schmidt & Piepho, 1994
- Australoechemus oecobiophilus Schmidt & Piepho, 1994